# کارول آرتور
کارول آرتور (انگلیسی: Carol Arthur؛ زادهٔ ۴ اوت ۱۹۳۵ – درگذشته ۱ نوامبر ۲۰۲۰) هنرپیشه اهل ایالات متحده آمریکا بود.
از فیلم‌ها یا برنامه‌های تلویزیونی که وی در آن نقش داشته‌است می‌توان به زمان ما اشاره کرد.